# Eloyi jezik
Eloyi jezik (afao, afo, afu, aho, epe, keffi; ISO 639-3: afo), jedini i istoimeni član jezične podskupine eloyi, šire skupine Akweya. Govori ga oko 25 000 ljudi (2000 SIL) u nigerijskoj državi Plateau.
Postoje tri dijalekta, mbeci, mbeji i mbamu. Govornici se služe i jezikom hausa.

## Vanjske poveznice
- Ethnologue (14th)
- Ethnologue (15th)